# Diethylstilbestrol
Diethylstilbestrol (DES) je syntetický nesteroidní estrogen.
Poprvé byl syntetizován v roce 1938, užíval se jako orální kontraceptivum (hormonální antikoncepce) a také s cílem zabránit potratu.
V roce 1971 bylo zjištěno, že má teratogenní účinky. Podávání látky kromě jiného zvýšilo riziko vzniku některých onemocnění, např. rakoviny prsu, u dcer pacientek, které DES užívaly.

## Chemická kastrace
Jako velmi silný ženský hormon byl DES využíván i jako prostředek chemické kastraci mužů. Kromě touto hormonální terapií prošel britský matematik a kryptoanalytik Alan Turing, aby se vyhnul trestu vězení za homosexualitu.